# Taxiphyllum eberhardtii
Taxiphyllum eberhardtii är en bladmossart som beskrevs av Brotherus 1925. Taxiphyllum eberhardtii ingår i släktet Taxiphyllum och familjen Hypnaceae. Inga underarter finns listade i Catalogue of Life.